# Perfume 3rd Tour ｢JPN｣
是流行電音組合Perfume第6張演唱會DVD/Blu-ray。

## 概要
- DVD、Blu-ray收錄了2012年4月1日在廣島Green Arena進行的巡回演唱會第二日的影像。這次巡演演出时间為2012年1月14日-5月26日，共在全國13個城市舉行了21場公演（含追加公演）。
- DISC 1收錄了全場的曲目，初回限定盘DISC 2則收錄了在埼玉Super Arena演唱會的ENCORE影像、的多角度拍攝版本、的以三位成員角度拍攝的不同版本、將當地觀眾分組的MC及日本武道館追加公演中的和两曲表演。
- DVD版本發售首週以7.7萬張的銷量登上ORICON綜合DVD週榜第一位，並蟬聯雙週冠軍，同時也是首次有女性組合連續5作登上第一位，這是自宇多田光的，相隔10年零6個月再有女藝人得到這記錄[1]。

## 收錄曲

### DISC 1
1. The Opening
2. レーザービーム (Album-mix)
3. VOICE
4. エレクトロ・ワールド
5. ワンルーム・ディスコ
6. Have a Stroll
7. 微かなカオリ
8. スパイス
9. JPNスペシャル
10. GLITTER (Album-mix)
11. JPNメドレー
12. ポリリズム
13. FAKE IT
14. ねぇ
15. ジェニーはご機嫌ななめ
16. MY COLOR

ENCORE
1. Dream Fighter
2. 心のスポーツ

### DISC 2（DVD 初回限定盘）
1. さいたまスーパーアリーナ ENCORE
2. スパイス -マルチアングル-
3. ご当地チーム分けMC

1. コミュニケーション
2. Spring of Life

## 資料來源
1. ↑  http://news.searchina.ne.jp/disp.cgi?y=2012&d=0808&f=entertainment_0808_002.shtml （页面存档备份，存于） Ｐｅｒｆｕｍｅ女性グループ史上初のＤＶＤ販売５作連続１位] サーチナ 2012年8月8日

## 外部連結
- YouTube上的Perfume「GLITTER (Album-mix)」 from LIVE DVD